# Tantor (álbum)
Tantor  es el primer álbum debut homónimo de la banda de rock argentino Tantor, fue grabado en 1979. Los exintegrantes de Aquelarre, Héctor Starc y Rodolfo García se reunieron con Carlos Alberto Machi Rufino; exintegrante de Invisible y bajista de Luis Alberto Spinetta en el disco A 18' del sol (1977). Además de estos tres integrantes el álbum de Tantor cuenta con la participación especial de Lito Vitale y Leo Sujatovich (posteriormente se vincularían a una de las grandes bandas de los 80 encabezada por Luis Alberto Spinetta, Spinetta Jade). El disco, está compuesto por una base de jazz y no logró tener éxito entre el público. 
El rapero Danny Brown utilizó un sampler de la canción "Oreja y Vuelta al Ruedo" para su sencillo "Tantor" del álbum Quaranta de 2023. https://en.wikipedia.org/wiki/Quaranta_(album)

## Lista de temas
| N.º | Título                    | Escritor(es)              | Duración |  |
| 1.  | «Guarreras club»          | H. Starc                  | 04:26    |  |
| 2.  | «Niedernwöhren»           | H. Starc                  | 05:41    |  |
| 3.  | «Llama siempre»           | H. Starc - L. A. Spinetta | 03:16    |  |
| 4.  | «Oreja y vuelta al ruedo» | H. Starc                  | 06:30    |  |
| 5.  | «Hálitos»                 | H. Starc                  | 07:00    |  |
| 6.  | «El sol de la pobreza»    | H. Starc - L. A. Spinetta | 04:38    |  |
| 7.  | «Carrera de chanchos»     | H. Starc                  | 07:45    |  |

## Personal
- Héctor Starc: Guitarra
- Carlos Alberto Rufino: Bajo y voz
- Rodolfo García: Batería

## Músicos invitados
- Leo Sujatovich: Teclados en "Guarreras club" y "Niedernwöhren"; Piano eléctrico en "Oreja y vuelta al ruedo"
- Lito Vitale: Teclados en "Llama siempre", "Hálitos", "El sol de la pobreza" y "Carrera de chanchos"; Sintetizador y String Ensemble en "Oreja y vuelta al ruedo"